# Ligacupen i innebandy
Ligacupen i innebandy var en svensk cupturnering i innebandy som hade premiär under säsongen 2007/2008. Bara herrturnering spelades. Ligacupen hade 16 lag och bestod av Elitserielagen samt ytterligare fyra lag från Division 1. Grundomgången bestod av ett gruppspel med fyra lag i varje grupp där de två bästa går vidare till slutspel. Slutspelet började med kvartsfinaler, som spelas i 2 matcher och där målskillnaden lades ihop och det bästa laget gick vidare till semifinalerna, som spelades efter samma system.

## Vinnare
- 2007/2008 - Pixbo Wallenstam IBK
- 2008/2009 - Storvreta IBK